# ماري إسثر
ماري إسثر (بالإنجليزية: Mary Esther)‏ هي مدينة أمريكية تقع في ولاية فلوريدا. تبلغ مساحة هذه المدينة 4 (كم²)،ويبلغ عدد سكانها 4055 نسمة حسب إحصاء سنة 2010 م 4055.تشير إحصاءات سنة 2000م بأن الكثافة السكانية في هذه المدينة تقدر بـ(1013.8) نسمة/كم2 